# Festival international du film des droits de l'homme de Paris
 (janvier 2022).
Le Festival International du Film de Droits Humains (FIFDH) de Paris est un festival de films documentaires consacré aux droits humains qui se tient chaque année dans différents établissements culturels parisiens. 
Ce festival créé en 2003 a pour vocation la promotion des droits humains grâce au cinéma engagé en France et à l’étranger. Son organisation a longtemps été assurée par Alliance Ciné, puis reprise par l’association FACE (Force-Action-Coopération-Éducation) à partir de l’édition 2019. Outre la tenue du festival, FACE développe une plateforme VOD qui permettra à un public plus large de visionner les documentaires promouvant les droits humains, qui seront dès lors disponibles tout au long de l’année.

## Historique
Le Festival International du Film des Droits de Humains de Paris est la manifestation culturelle dédiée aux droits humains la plus importante en France. Il a été soutenu, entre autres, par la Mairie de Paris, le Conseil Régional d'Île-de-France, la DRJSCS Île-de-France, le Secours catholique et  la Fondation Un monde par tous. 
Le but de ce festival est de diversifier l'offre cinématographique française. La plupart des films n'ont jamais été projetés sur les écrans français. Ils sont sélectionnés parmi un grand nombre d’œuvres cinématographiques (environ 600) et beaucoup d'entre eux sont même des premières mondiales[réf. nécessaire]. 
Pour la plupart des films, le public a la possibilité de rencontrer les réalisateurs qui viennent d'une multitude de pays. Le festival permet aussi de rencontrer des spécialistes d'une région ou d'une problématique liée aux droits humains, qui viennent animer des débats. Depuis 2004, le festival fait partie des membres fondateurs du réseau mondial de festivals consacrés aux droits de l'Homme, le Human Rights Film Network, qui est soutenu par des ONG telles que Human Rights Watch et Amnesty International et comptabilise au total plus de 250 000 spectateurs par an.
Au cours de ses premières années d’existence, le Festival International du Film des Droits Humains a déployé ses activités dans le cadre de partenariats étroits avec le réseau des cinémas indépendants parisiens (Luminor Hôtel de Ville, Paris 4e ; cinéma l’Entrepôt, Paris 14e). Dans l’objectif de pouvoir proposer des séances entières gratuites, il a par la suite migré vers des établissements publics et associatifs : grandes institutions culturelles, comme  l’Institut du Monde Arabe (Paris 13e) et le musée de l’Histoire de l’Immigration (Paris 12e), ou lieux alternatifs et éphémères à l’instar des Grands Voisins (Paris 14e).
De 2005 à 2015, le Festival a par ailleurs été décliné dans une vingtaine de départements métropolitains et ultramarins grâce au relais d’antennes locales. Des festivals partenaires ont aussi été organisés à l’international, notamment à Lomé (Togo), à Bangui (Centrafrique), à Tunis ou encore à Antananarivo (Madagascar). En 2014, le festival et son action en milieu pénitentiaire ont fait l'objet du premier documentaire en son binaural réalisé par RFI.

## Jurys
Un jury professionnel, composé d'acteurs influents de la production cinématographique française, décerne le Grand prix du Festival et une Mention Spéciale. En 2019, celui-ci était composé de Caroline Brandao, Gérard Filoche et Laurène Lepeytre.
En 2014, le UNHCR s’est associé au festival pour constituer un jury qui a décerné un Prix — doté de 1 000 € — au meilleur documentaire traitant des questions liées aux réfugiés. Ce prix a été décerné à Life in Paradise (de) de Roman Vital (de) en 2014, ainsi qu’à Days of Hope (da), de Ditte Harrlov Johnsen lors de l’édition 2015.
En partenariat avec la Direction interrégionale des services pénitentiaires de Paris et le Service pénitentiaire d’insertion et probation de l’Essonne, le FIFDH de Paris a proposé dix projections de films issus de sa programmation, ouvertes aux personnes détenues de l’établissement et suivies de discussion avec des réalisateurs ou des intervenants[réf. nécessaire].
Enfin, durant plusieurs années, des jurys étudiants et lycéens ont également été constitués dans le cadre d’un partenariat avec les Cinémas indépendants de Paris[réf. nécessaire].

## La plateforme FACE VOD
Partant du constat qu'il existe encore trop peu de fenêtres de diffusion pour ces documentaires, l'équipe de FACE développe une plateforme VOD rendant accessible des documentaires sur les droits humains. 
Les abonnés de la plateforme pourront accéder à des documentaires indépendants tels que ceux diffusés lors du FIFDH mais également participer à la programmation des futures éditions. Il leur sera également possible d’échanger avec les réalisateurs et les autres spectateurs afin de favoriser l’échange et le débat sous une forme dématérialisée. Des dossiers pédagogiques seront proposés permettant de mettre en perspective les films diffusés et d’approfondir les thématiques abordées.  Les dispositifs de médiation mis en place dans ce contexte s'appuieront sur une solide expertise grâce à la mobilisation d’un réseau international de documentaristes, de chercheurs, de journalistes et de professionnels de la solidarité. De nombreux relais associatifs et institutionnels seront par ailleurs mobilisés  pour les activités publiques de diffusion et de valorisation du catalogue.